# Javier Ambrois
Javier Ambrois, Patesko, Pato (9 maja 1932 w Montevideo – 25 czerwca 1975) – piłkarz urugwajski, prawy łącznik. Wzrost 169 cm. Waga 67 kg.
Na mistrzostwach świata w 1954 roku występował jako piłkarz klubu Club Nacional de Football. Zagrał w czterech meczach – z Czechosłowacją, Szkocją, Anglią i Węgrami. W meczu z Anglią zdobył bramkę.
W 1957 przeszedł z Nacionalu, w którego barwach zdobył 104 bramki, do argentyńskiego klubu Boca Juniors. Karierę piłkarską zakończył w klubie Defensor Sporting.
W reprezentacji Urugwaju od 23 marca 1952 do 14 lipca 1957 rozegrał 31 meczów i strzelił 16 bramek.
Zaliczany jest do najwybitniejszych piłkarzy południowoamerykańskich lat 50.